# 4313 Bouchet
4313 Bouchet è un asteroide della fascia principale del diametro medio di circa 20,12 km. Scoperto nel 1979, presenta un'orbita caratterizzata da un semiasse maggiore pari a 2,6535349 UA e da un'eccentricità di 0,0128429, inclinata di 9,26898° rispetto all'eclittica.